# Paraconchoecia mesadenia
Paraconchoecia mesadenia är en kräftdjursart som först beskrevs av Ellis 1985.  Paraconchoecia mesadenia ingår i släktet Paraconchoecia och familjen Halocyprididae. Inga underarter finns listade i Catalogue of Life.